# Roswell - Lo sbarco degli alieni
Roswell - Lo sbarco degli alieni (Roswell: The Aliens Attack) è un film tv statunitense per la regia di Brad Turner. Il film è stato girato a Winnipeg, in Canada.